# Mantallot
Mantallot är en kommun i departementet Côtes-d'Armor i regionen Bretagne i nordvästra Frankrike. Kommunen ligger i kantonen La Roche-Derrien som tillhör arrondissementet Lannion. År 2022 hade Mantallot 234 invånare.

## Befolkningsutveckling
Antalet invånare i kommunen Mantallot
Referens:INSEE